# Kiva Maidánik
Kiva Lvóvich Maidanik (en ruso Кива Львович Майданик, 13 de enero de 1929 — 24 de diciembre de 2006) fue un historiador y politólogo soviético, investigador del Instituto de Economía Mundial y Relaciones Exteriores de la Academia de Ciencias de Rusia. Fue latinoamericanista, con mayor dominio de Cuba, Brasil, Nicaragua, México y Venezuela. En 1980—87 fue expulsado del Partido Comunista de la Unión Soviética por sus «contactos no autorizados con extranjeros».

### Obras de Kiva Maidánik
- Испанский пролетариат в национально-революционной войне 1936–1937 гг. М.: Издательство Академии Наук СССР, 1960.
- Эрнесто Че Гевара: его жизни, его Америка. М.: Ad Marginem, 2004. ISBN 5-93321-081-1

### Obras biográficas sobre Kiva Maidánik
- Isa Conde N. Kiva Maidanik: Humanidad sin límites y herejía revolucionaria. Santo Domingo (República Dominicana): Editora Tropical, 2007.

- Datos: Q613658